# Гриничка опсерваторија
Гриничка опсерваторија се налази у месту Гринич покрај Лондона. То је Краљевска опсерваторија подигнута 1675. године по налогу краља Чарлса II. На њеном челу је Краљевски астроном који обавља и фукцију директора опсерваторије. Први Краљевски астроном био је Џон Флемстид.
Кроз историју, Гриничка опсерваторија и Париска опсерваторија су биле најзначајније астрономске институције, које су се дуго бориле за превласт у свету астрономије. Коначна превага је отишла на страну енглеске краљевске опсерваторије која је постала центар и за рачунање времена и за географски координатни систем.
Кроз опсерваторију пролази Гринички меридијан, тј. основни, почетни меридијан од кога се рачуна географска дужина ка западу, и ка истоку.
Гриничко средње време (ГМТ) је установљено као средње сунчево време Гриничке опсерваторије. Данас се често употребљава да се означи „нулта“ временска зона. Ипак, оно се поклапа са Западноевропским временом (које се користи у Енглеској) само зими, док је лети разлика један сат због летњег указног времена који се додаје Западноевропском времену. Разлика између Средњоевропског времена и Гриничког средњег времена је један сат, лети два сата.
Данас је опсерваторија претворена у музеј, јер је због изградње Лондона Гринич постао његов саставни део, тако да је на том месту огромно светлосно загађење због којег је немогуће вршити астрономска посматрања са опсерваторије.